# 中国网
中国网，又称网上中国，为中国外文出版发行事业局（中国国际传播集团）管理的新闻网站，由国务院新闻办公室领导，是中华人民共和国国家级对外传播的重要新闻网站之一，2000年建立，同年11月举办揭牌仪式，出席者包括赵启正、伍绍祖、王晨、杨正泉。

## 阳光中国
“阳光中国”是中国网特色产品，是一个中国医疗健康产品质量反馈平台。阳光中国将中国大陆不良医疗产品信息聚合、整理、发布，提醒普通患者不会上当受骗。